# Kom Ombo

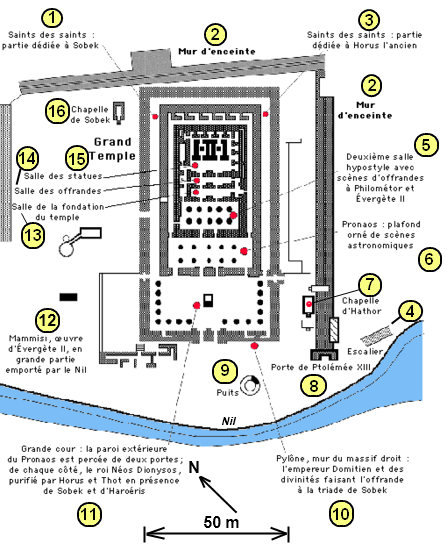
Plan Świątynia w Kom Ombo:
1) Święty Świętych (sanktuarium Sobka)
2) Mur otaczający kompleks
3) Święty Świętych (sanktuarium Horusa Starszego)
4) Schody
5) Sala Hypostylowa
6) Pronaos
7) Kaplica Hathor
8) Brama Ptolemeusza XII Auletesa
9) Studnia
10) Pylon
11) Wielki Dziedziniec z ołtarzem
12) Mammisi (Dom Urodzin Boga-Dziecka)
13) Sala Fundacji Świątyni
14) Sala Ofiar
15) Sala Posągów
16) Kaplica Sobka

Kom Ombo (egip. Nebit - Miasto złota, arab. كوم أمبو, wym. Kaum Umbu, łac. Ambo i Ombi, pol. Ombria) – rolnicze miasto na południu Egiptu, słynące ze stojącej tam świątyni. W starożytności słynęło z warsztatów rzemieślniczych, zajmujących się obróbką złota.
| S12 | D58 | M17 | M17 | X1 · O49 |

Nebit – nazwa napisana hieroglifami.
Kom Ombo leży nad Nilem, 50 km na północ od Asuanu, co pozwalało czerpać zyski z cła, gdyż przebiegał tamtędy szlak handlowy z Nubii do Doliny Nilu. Okres głównego rozkwitu miasta przypada na czasy panowania Ptolemeusza V, gdy to w Kom Ombo (gr. Ombos) powstał obóz stacjonujących tam żołnierzy. Najstarsze odkryte ślady osadnictwa pochodzą z czasów XVIII dynastii. Najciekawszym zachowanym obiektem jest wzniesiona przez Totmesa III świątynia, rozbudowana przez Ptolemeuszy. Świątynia poświęcona była dwóm triadom boskim, które tworzyli: Sobek, Hathor i Chonsu oraz Haroeris (Horus starszy), Taneset-nofret i Panebtaui. Cechą charakterystyczną świątyni jest wybudowanie dwóch naosów obok siebie i szeregu drzwi dla każdej triady bóstw osobno. W kaplicy Hathor przechowywane są mumie krokodyli.
Dziś podstawą tamtejszej gospodarki jest przemysł rolniczy, czyli głównie trzcina cukrowa i kukurydza.
Większość z 71 tys. mieszkańców jest narodowości egipskiej, aczkolwiek dużą grupę stanowią Nubijczycy przeniesieni ze swojego terenu po stworzeniu Jeziora Nasera.
Karol Wojtyła (późniejszy papież Jan Paweł II) był biskupem tytularnym Ombrii (Ombi) od 4.07.1958 do 13.01.1963.
Świątynia w Kom Ombo

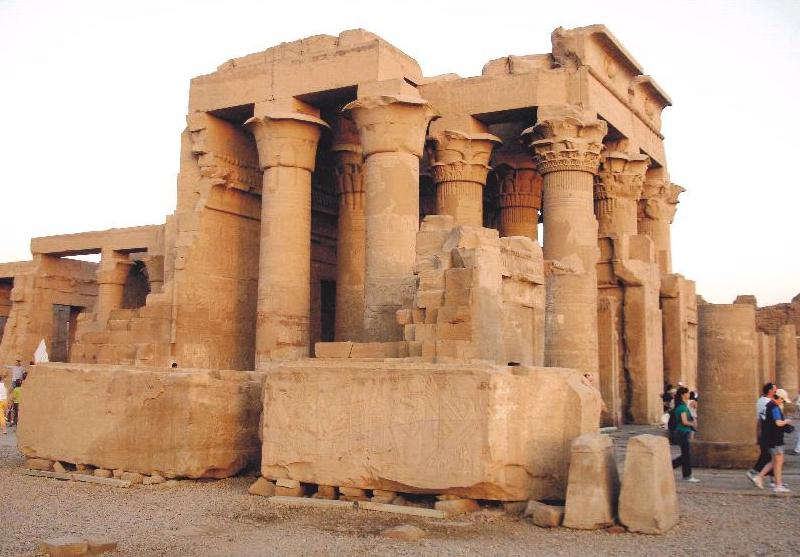
Świątynia w Kom Ombo
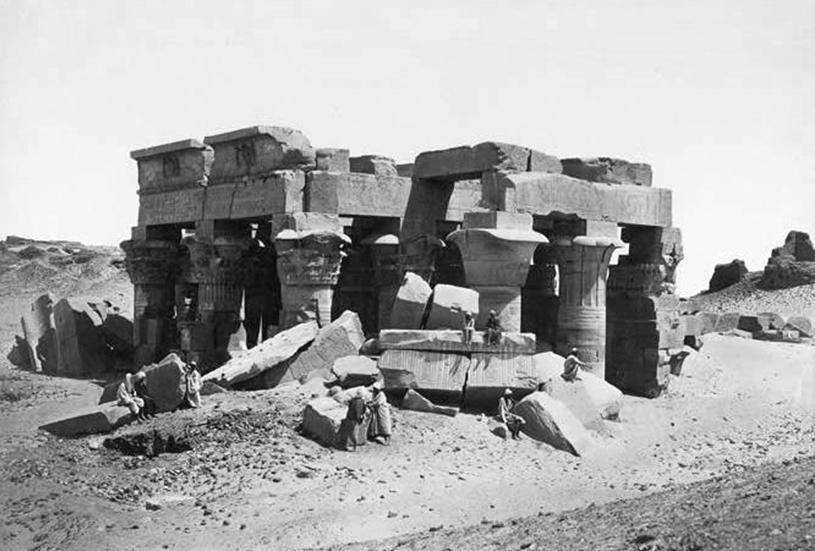
Świątynia w Kom Ombo na XIX-wiecznej fotografii
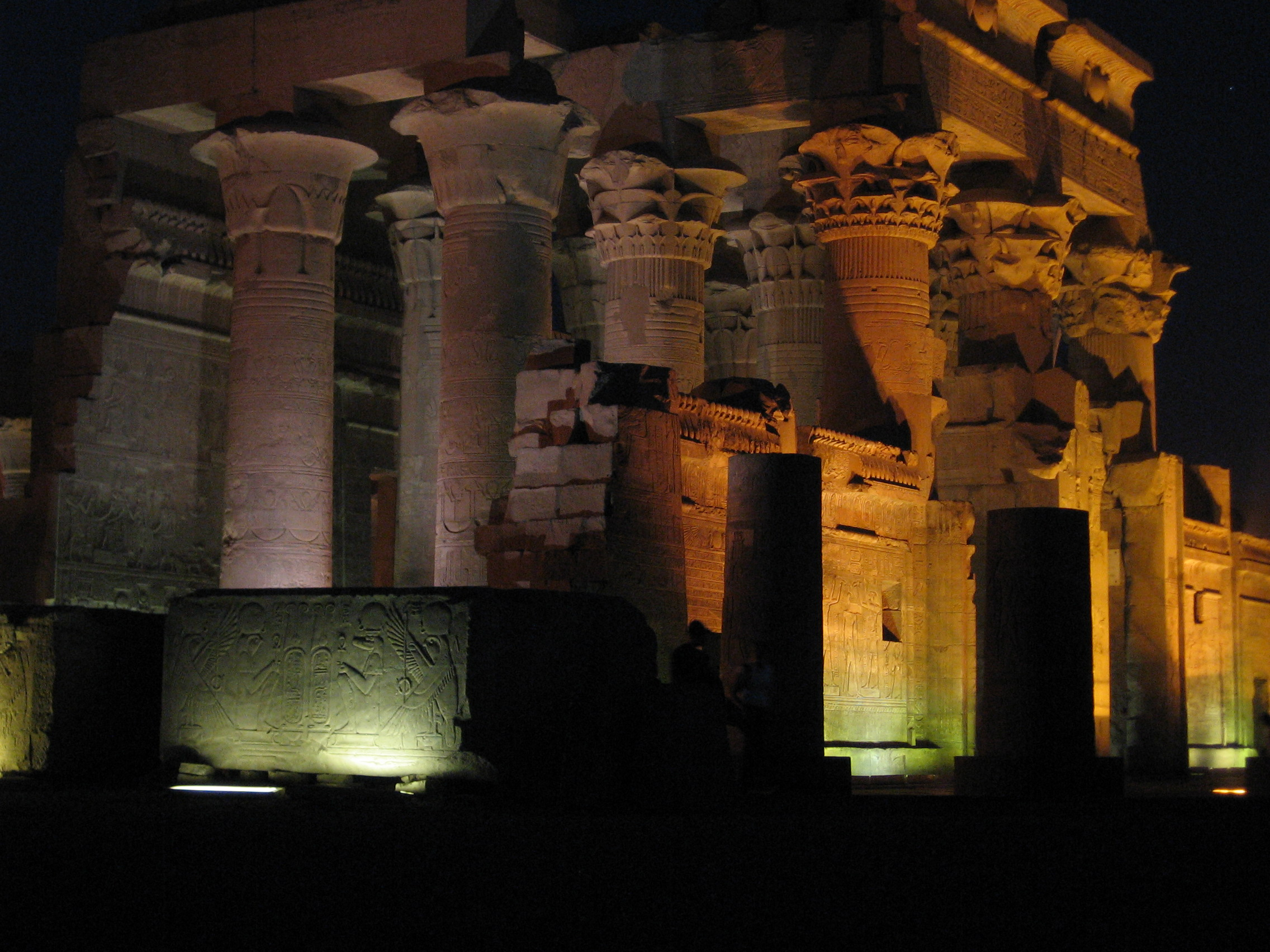
Świątynia w Kom Ombo nocą